# Vagantenstrophe
Als Vagantenstrophe bezeichnet man eine Gruppe eng verwandter vier- oder achtzeiliger Strophenformen, die auf ähnliche Formen in der mittellateinischen Vagantendichtung zurückgehen.
Ausgangspunkt ist die sogenannte Vagantenzeile, die dem trochäischen Septenar der lateinischen Vagantendichtung entspricht. Bekannt ist der Vers aus der sogenannten Vagantenbeichte des Archipoeta aus den Carmina Burana:
Méum ést propósitúm  ‖  ín tabérna móri
Dessen metrische Gestalt ist
—◡—◡—◡— ‖ —◡—◡—◡
mit Dihärese nach der vierten Hebung. Dem entspricht die Vagantenzeile als Langzeile, bestehend aus einem vierhebigen Anvers mit männlicher (einsilbiger) und einem dreihebigen Abvers mit weiblicher (zweisilbiger) Kadenz. Das Versmaß kann dabei sowohl trochäisch als auch jambisch sein, also auch
◡—◡—◡—◡— ‖ ◡—◡—◡—◡
mit 15 statt 13 Silben.
Als Beispiel eine jambische Übersetzung des Archipoeta-Verses:
Als Schícksal íst mir vórbestímmt ‖ am Trésen zú verrécken
Durch Brechung der Langzeile in zwei Verse und Doppelung entsteht daraus die vierzeilige Vagantenstrophe nach dem Schema 4m 3w 4m 3w. Werden dann wie im lateinischen Vorbild nur die Abverse gereimt, so hat man als Reimschema [xaxa], werden außerdem auch die Anverse gereimt, so ergibt sich ein Kreuzreim [abab].
Als Beispiel eine Strophe von Heine (trochäisch mit nicht ganz reinem Kreuzreim):
Leise zieht durch mein Gemüt

Liebliches Geläute.

Klinge, kleines Frühlingslied.

Kling hinaus ins Weite.
Das metrische Schema ist hier:
—◡—◡—◡—

—◡—◡—◡

—◡—◡—◡—

—◡—◡—◡
Durch eine weitere Verdoppelung wird die Vagantenstrophe zum Achtzeiler mit Reimschema [ababcdcd] oder [xaxaxbxb], zum Beispiel im Tischlied von Goethe (trochäisch, Reimschema [xaxaxaxa]), hier die erste Strophe:
Mich ergreift, ich weiß nicht wie,

Himmlisches Behagen.

Will mich's etwa gar hinauf

Zu den Sternen tragen?

Doch ich bleibe lieber hier,

Kann ich redlich sagen,

Beim Gesang und Glase Wein

Auf den Tisch zu schlagen.
Jede der vier aus Kombination jambisch bzw. trochäisch und Vier- bzw. Achtzeiler sich ergebenden Kombinationen war in der deutschen Dichtung zur einen oder anderen Zeit beliebt.
Besonders beliebt aber war der jambische Vierzeiler, der bereits bei Hugo von Montfort oder in der Ballade vom Ritter Tannhauser erscheint. Im Barock finden sich zahlreiche Beispiele geistlicher Lieder mit dieser Strophenform, so in epochenbedingt gesetzter Stimmung bei Johann Michael Dilherr:
Gehab dich wohl, du schnöde Welt

Mit deinen Specereien,

Lust, Ehre, Reichtum, Gut und Geld,

So du pflegst auszustreuen.
Oder in Hoffmannswaldaus Abendlied:
Der schwarze Flügel trüber Nacht

Will Alles überdecken;

Doch dies, was Gottes Finger macht,

Bringt mir geringen Schrecken.
In der Kunstdichtung findet sich diese Strophe häufiger aber erst ab dem Ausgang des 18. Jahrhunderts und wird im 19. Jahrhundert bei den Romantikern wegen ihrer Nähe zum Volksliedton zu einer der meistverwendeten Strophen.
Ein Beispiel von Matthias Claudius (Ein Lied, hinterm Ofen zu singen):
Der Winter ist ein rechter Mann,

Kernfest und auf die Dauer;

Sein Fleisch fühlt sich wie Eisen an,

Und scheut nicht Süß noch Sauer.
So wie die formal sehr ähnliche Chevy-Chase-Strophe (diese hat durchgängig männliche Kadenz, ist also gegenüber der Vagantenstrophe im zweiten und vierten Vers um eine Silbe verkürzt) wurde sie auch gerne für Balladen verwendet, so zum Beispiel von Fontane in seiner Ballade Chevy-Chase oder die Jagd im Chevy-Forst, wobei er sich nicht ganz an die vom Titel her eigentlich naheliegende Strophenform hält:
Gott schütz' den König, unsren Herrn,

Und unser aller Leben;

Im Chevy-Walde hat sich einst

Wehvolle Jagd begeben.
Abschließend als Beispiel aus dem 20. Jahrhundert noch die Anfangsstrophen von Erich Kästners Das Gemurmel eines Kellners:
Kennst du den Kerl? Du kennst ihn auch?

Hier sieht man feine Gäste!

Ich habe eine Wut im Bauch,

die paßt nicht in die Weste …

Erst will der Kerl dort dünnen Tee.

Dann will er wieder stärkern.

Der Junge setzt sich ins Café,

um Kellner totzuärgern!